# Gaston de Caillavet
Gaston Arman de Caillavet (Parigi, 13 marzo 1869 – Saint-Médard-d'Excideuil, 13 gennaio 1915) è stato un drammaturgo francese.

## Biografia
Era figlio di Albert Arman de Caillavet e di Léontine Lippmann, musa del premio Nobel Anatole France. Nell'aprile 1893 sposò Jeanne Pouquet.
Dal 1901 al 1915 collaborò con Robert de Flers, componendo gustose operette e varie commedie leggere.
Fu un intimo amico di Marcel Proust. Questi si ispirò a lui per la creazione del personaggio di Robert de Saint-Loup nel suo Alla ricerca del tempo perduto.
Gaston e Jeanne ebbero solo una figlia, Simone, che sposò lo scrittore André Maurois.

## Opere
- Les travaux d'Hercule, 1901
- Le Cœur a ses raisons..., 1902
- Le Sire de Vergy, 1903
- Les Sentiers de la vertu, 1903
- La Montansier, 1904
- Monsieur de La Palisse, 1904
- L'ange du foyer, 1905
- La Chance du mari, 1906
- Miquette et sa mère, 1906
- Fortunio, 1907
- L'Amour veille, 1907
- L'éventail, 1907
- Le Roi, 1908
- L'âne de Buridan, 1909
- Le Bois sacré, 1910
- La Vendetta, 1911
- Papa, 1911
- Primerose, 1911
- L'Habit vert, 1912
- La belle aventure, 1913
- Béatrice,  1914
- Monsieur Brotonneau,  1914
- Cydalise et le Chèvre-Pied, 1923
- Le Jardin du paradis, 1923